# Medal of Honor (игра, 1999)
Medal of Honor — компьютерная игра в жанре шутера от первого лица, разработанная компанией DreamWorks Interactive и изданная Electronic Arts 31 октября 1999 года эксклюзивно для консоли PlayStation. Medal of Honor — первая игра одноимённой серии игр, она получила высокие оценки от игровых журналистов и была названа одной из лучших игр в тематике Второй мировой войны. Созданием игры и её написанием руководил Стивен Спилберг.

## Игровой процесс

### Оружие
Арсенал солдата состоит из винтовок M1 Garand и BAR, снайперской винтовки Springfield M1903, пистолетов-пулемётов Томпсон и MP 40, пистолетов Walther P38, Colt M1911 и пистолета с глушителем, гранат, гранатомёта Bazooka. В некоторых миссиях попадаются стационарные станковые пулемёты Browning M2 — их радиус обстрела ограничен, а боезапас — бесконечен, ввиду чего они не нуждаются в перезарядке. Когда за пулемётом стоит противник, то ситуация становится весьма опасной — его трудно убить гранатой, так как они либо не долетают из-за сильного огня, либо отскакивают (все пулемёты стоят за заграждениями из колючей проволоки, мешков с песком или находятся в бетонных дотах).

### Задания
Игра состоит из 7 миссий, включающих в себя 24 уровня. Координатор Мано́н Бати́ст объясняет цель, задачи и место проведения каждого задания. В некоторых миссиях, где необходимо надевать форму немецкого офицера, если игрока разоблачат, один из противников побежит к кнопке оповещения тревоги, другой в это время будет его прикрывать. Также, когда вы ходите в офицерской форме по палубе корабля, матросы вас пропустят, если вы покажете им ваши фальшивые документы. Офицеры вас заподозрят, если вы будете слишком долго показывать им ваше лицо.
Обязательное условие успешного прохождения миссии — полное выполнение всех заданий на уровне. Если даже одно задание не выполнено, то миссия провалена и её придется проходить заново.

## Сюжет
Действие игры происходит в период с 12 июня 1944 по 25 марта 1945 года. Главный герой игры — лётчик военно-транспортного корпуса Джеймс Паттерсон — не доучился всего один курс в академии и призвался на фронт. В ночь на 6 июня 1944 года союзное командование провело одну из самых масштабных в истории войны воздушных операций по высадке десанта в Нормандии. Однако сама операция сложилась трагически, огромное количество самолётов было сбито, многие экипажи сбивались с курса из-за плохой видимости и ожесточённого немецкого огня и высаживали десант совершенно не в тех местах. Лейтенант Джеймс Паттерсон точно вышел на цель, но его самолёт был сбит. Он мужественно защищал своих раненых товарищей от немецких патрулей, уничтожил большое количество врагов и был спасён прибывшими американскими десантниками. За свой подвиг Джеймс Паттерсон получил от Конгресса США Медаль Почёта, высшую военную награду США. Теперь ему предлагают вступить в Управление стратегических служб (УСС). Если он согласится, тогда он полетит во Францию, если нет — то молчит о том, что было в этой комнате. На раздумье ему дают час — именно столько времени его будет ждать самолёт. Что произошло дальше — неизвестно, но то, что первая миссия начинается с прыжка с парашютом, означает, что он всё же согласился.

## Отзывы
| Сводный рейтинг         | Сводный рейтинг |
| Агрегатор               | Оценка          |
| ----------------------- | --------------- |
| GameRankings            | 87,31 %         |
| Metacritic              | 92/100          |
| Иноязычные издания      |                 |
| Издание                 | Оценка          |
| AllGame                 | [ 4 ]           |
| Edge                    | 8/10            |
| EGM                     | 9/10            |
| GameFan                 | 79 %            |
| GamePro                 | [ 8 ]           |
| GameRevolution          | A−              |
| GameSpot                | 8,5/10          |
| IGN                     | 9,3/10          |
| OPM                     | [ 12 ]          |
| The Cincinnati Enquirer | [ 13 ]          |
| PlayStation Magazine    | [ 14 ]          |